# A1-acid glycoproteïne
α1-acid glycoproteïne (AAP), ook bekend als orosomucoïde (ORM), is een eiwit dat belangrijke fysiologische functies vervult.
Het eiwit behoort scheikundig tot de globulines (en daarbinnen tot de lipocalinenfamilie). Het staat in de medische wereld bekend als een acutefase-eiwit. Dat wil zeggen dat de concentratie van dit eiwit in het bloed toont of er sprake is van een ontsteking. Het wordt door de lever gemaakt.
AAP komt vooral voor in bloedplasma, maar ook in bijvoorbeeld de hersenen of vetweefsel.
Het eiwit speelt een rol bij de bescherming van het immuunsysteem, maar waarschijnlijk ook bij de stofwisseling.